# A-Division 2012
L'A-Division 2012 fu la 27ª edizione della massima serie del campionato bhutanese di calcio disputato tra il 15 dicembre 2012 ed il 24 febbraio 2013 e concluso con la vittoria del Yeedzin FC, al suo terzo titolo.

## Classifica finale
|  |    | Classifica finale 2012 | Pti | G  | V | N | P  | GF | GS | DR  |
|  | -- | ---------------------- | --- | -- | - | - | -- | -- | -- | --- |
|  | 1. | Yeedzin                | 26  | 10 | 8 | 2 | 0  | 23 | 5  | +18 |
|  | 2. | Drukpol                | 18  | 10 | 6 | 0 | 4  | 25 | 20 | +5  |
|  | 3. | Ugyen Academy          | 17  | 10 | 5 | 2 | 3  | 22 | 15 | +7  |
|  | 4. | Thimphu City           | 16  | 10 | 5 | 1 | 4  | 27 | 17 | +10 |
|  | 5. | Phuentsholing          | 10  | 10 | 3 | 1 | 6  | 13 | 22 | -9  |
|  | 6. | Samtse                 | 0   | 10 | 0 | 0 | 10 | 6  | 37 | -31 |

### Verdetti
- Yeedzin FC campione del Bhutan 2012 e qualificato in Coppa del Presidente dell'AFC 2013.